# Odontria convexa
Odontria convexa är en skalbaggsart som beskrevs av Given 1952. Odontria convexa ingår i släktet Odontria och familjen Melolonthidae. Inga underarter finns listade i Catalogue of Life.